# GSAT-5P
O GSAT-5P (também conhecido por GSAT-5 Prime) foi um satélite de comunicação geoestacionário indiano da série GSAT que estava planejado para ser colocado na posição orbital de 55 graus longitude leste, ele foi construído e também era pra ter sido operado pela Organização Indiana de Pesquisa Espacial (ISRO). O satélite foi baseado na plataforma I-2K (I-2000) Bus e sua expectativa de vida útil era de 14 anos.

## Lançamento
O satélite foi lançado ao espaço no dia em 25 de dezembro de 2010, às 10:34 UTC, por meio de um veículo GSLV Mk.I F06 a partir do Centro Espacial de Satish Dhawan. Ele tinha uma massa de lançamento de 2.310 kg.
O lançamento estava inicialmente previsto para o dia 20 de dezembro de 2010, mas foi adiado para permitir que uma válvula de escape para o estágio superior fosse reparada. Após o reparo do vazamento, o lançamento foi remarcado para 25 de dezembro de 2010. A contagem regressiva começou às 06:34 UTC em 24 de dezembro de 2010. e o lançamento ocorreu às 10:34 UTC em 25 de dezembro.

## Fracasso da missão
Quarenta e cinco segundos após lançar os quatro reforços associada ao primeiro estágio pararam de responder aos comandos, resultando numa perda de controlo. Sessenta e três segundos de voo, o Diretor de Segurança ativou um mecanismo de autodestruição, a bordo do foguete, fazendo-o explodir. Restos do lançamento caíram na Baía de Bengala. Foi o segundo fracasso consecutivo de lançamento envolvendo um Geosynchronous Satellite Launch Vehicle, após a perda do satélite GSAT-4 em abril de 2010.

## Capacidade e cobertura
O GSAT-5P é equipado com 24 transponders em banda C e mais 12 transponders de banda C estendidos para dar continuidade aos clientes do canal de serviços nos setores de telecomunicações e televisão substituindo o antigo satélite INSAT-2E.